# Andrzej Niedrwicki
Andrzej Niedrwicki herbu Ogończyk – kasztelan połaniecki w 1582 roku, podkomorzy sanocki w latach 1580-1582.
Poseł na sejm koronacyjny 1574 roku z ziemi sanockiej.